# Diasemia zebralis
Diasemia zebralis là một loài bướm đêm trong họ Crambidae.